# Bioindicador
Bioindicador ou indicador biológico é uma espécie ou grupo de espécies que reflete o estado biótico ou abiótico de uma área Ambiental, Mostrando o impacto produzido sobre um habitat, comunidade ou ecossistema, ou indica a diversidade de um conjunto de táxons ou biodiversidade de determinada região.As alterações observadas nestes organismos podem ser genéticas, bioquímicas, fisiológicas, morfológicas, ecológicas ou comportamentais. Indicador biológico também pode ser definido como um preparado de um microrganismo específico, resistente a um determinado processo de esterilização. É usado para qualificação de uma operação física de um aparelho de esterilização, no desenvolvimento e estabelecimento de processo de esterilização validado para um artigo específico, e na esterilização de equipamento, material e embalagens para processamento asséptico. É usado também para monitorar um ciclo de esterilização uma vez estabelecido.

## Monitoramento ambiental

### Bioindicação
A bioacumulação e bioconcentração são efeitos ecológicos da bioindicação. Estas traduzem o acúmulo de poluentes nos organismos em relação à quantidade destes presentes no solo e na água, respectivamente. Assim, os bioindicadores têm a relevância biológica de informar sobre um possível problema de contaminação do ecossistema. A posição trófica do organismo bioindicador é uma das características mais relevantes quanto ao seu grau de importância como indicador biológico. Logo, quanto mais baixo o nível trófico do organismo e quanto mais ele servir de alimento para outros seres de níveis superiores da cadeia trófica, maior é a relevância do organismo como bioindicador porque, observada a contaminação nesse organismo, pressupõe-se que toda a cadeia trófica é contaminada.
Bioindicadores podem revelar aos seres humanos, a quantidade de poluição existente no ecossistema e há quanto tempo o problema pode estar presente naquela região, assim podem iniciar o mais rápido possível um tratamento específico na fonte de poluição encontrada naquele local. por MORAES, Lucas

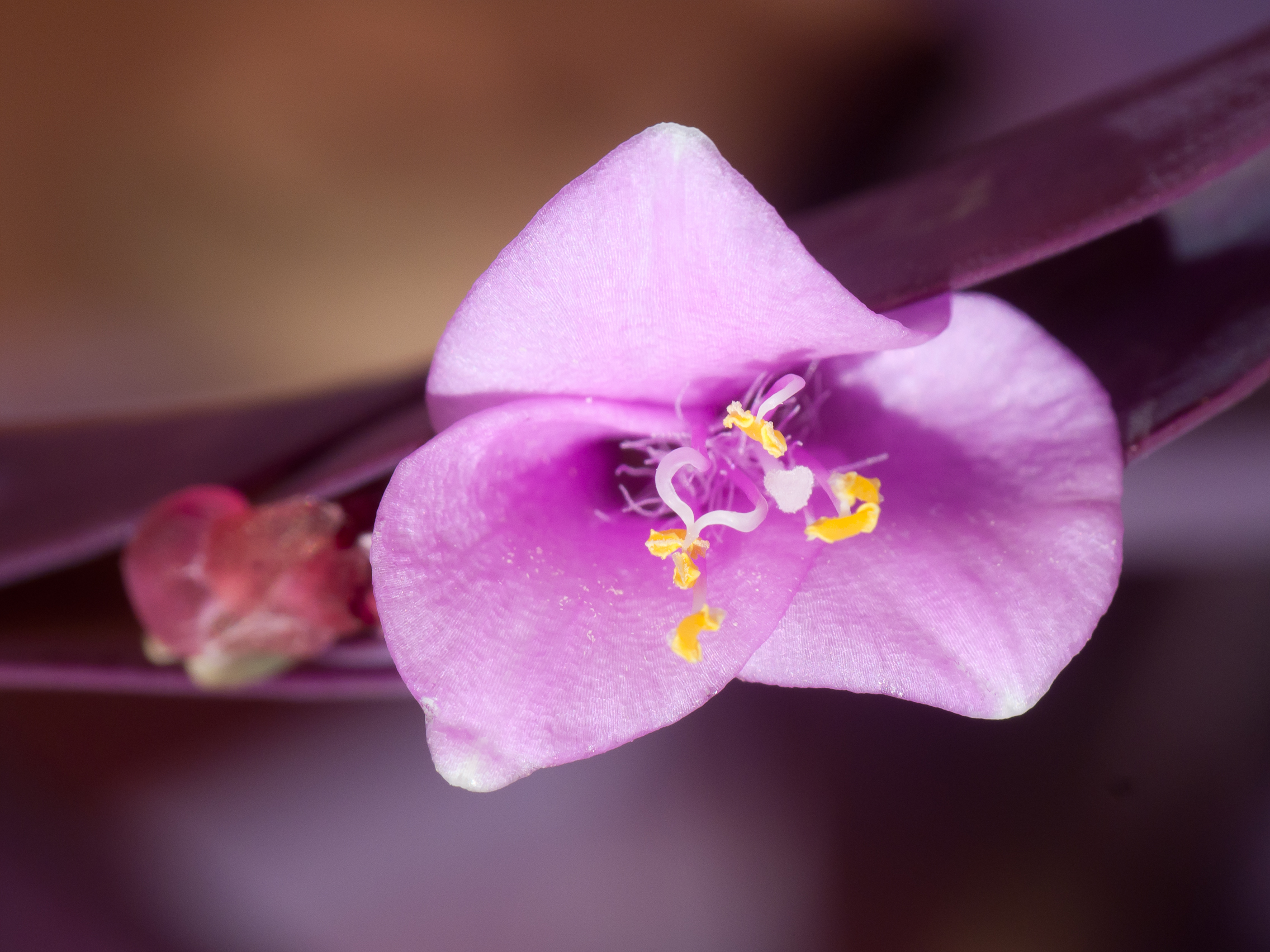
A Tradescantia pallida e outras espécies do gênero têm se revelado sensíveis indicadores de riscos mutagênicos potenciais para saúde humana através da pesquisa de micronúcleos.

### Vegetação

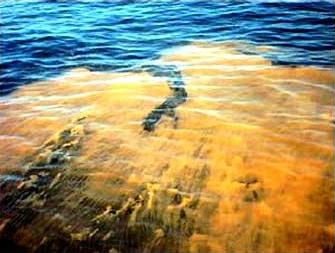
Maré vermelha

A presença no ecossistema de certas plantas ou outras formas de vida vegetativa podem fornecer importantes pistas sobre a saúde do ambiente. Os líquens, uma associação entre algas e fungos, respondem às mudanças ambientais em florestas, inclusive as mudanças na estrutura florestal, qualidade do ar e clima. O desaparecimento dos líquens em uma floresta pode indicar estresse ambiental, ocasionado por fatores tais como o aumento nos níveis de dióxido de enxofre, poluentes à base de enxofre e óxidos de nitrogênio. A composição e a biomassa total de espécies de algas nos sistemas aquáticos servem como um importante parâmetro de medida para a poluição orgânica e sobrecarga de nutrientes tais como nitrogênio e fósforo.
O fenômeno da maré vermelha é provocado pelo desequilíbrio ecológico resultante da excessiva proliferação da população de certas algas tóxicas, principalmente as dinoflageladas Gonyaulax catenella. As causas relacionadas a esse acontecimento podem ser a alteração na salinidade, oscilação térmica da água mas principalmente o excesso de sais minerais decorrente do escoamento de esgoto doméstico nas regiões de estuário, alterando as condições abióticas da zona pelágica (de 0 a 200 metros de profundidade), consequentemente afetando o comportamento das espécies planctônicas.
A acelerada reprodução e aglomeração das algas dinoflageladas, com proporcional morte das mesmas, desencadeiam um efeito catastrófico na fauna aquática local, liberando substâncias tóxicas em alta concentração, capazes de envenenar a água e os organismos ali viventes: por exemplo, a morte em larga escala de peixes e moluscos. Em geral, os organismos filtradores são os mais atingidos.

### Animais e toxinas
Um aumento ou diminuição em uma população animal pode indicar danos ao ecossistema causados pela poluição. Por exemplo, se a poluição causa decréscimo de importantes fontes de comida, as espécies animais dependentes destas fontes também irão ser reduzidas em número. Já a superpopulação pode ser o resultado de aumento de espécies oportunistas. Além do monitoramento do tamanho e número de certas espécies, outros mecanismos de indicação animal incluem o monitoramento da concentração de toxinas nos tecidos do animal ou monitorar a taxa em que deformidades aparecem na população animal. Por exemplo, as minhocas têm importante papel na formação do solo por decompor resíduos de plantas, ciclar nutrientes da matéria orgânica, formar húmus e agregados e melhorar a permeabilidade. Graças a essas características ecológicas, as minhocas têm sido utilizadas como indicadores de qualidade de solos. É por meio do deslocamento e da ingestão da terra ou serapilheira contaminados que as minhocas entram em contato com agentes poluidores que foram aplicados no solo e, nele, permanecem adsorvidos por partículas minerais, na matéria orgânica ou na solução do ambiente. Além disso, as minhocas podem se expor-se a esses agentes através do contato direto da cutícula com os agentes poluidores. A presença, abundância e análise comportamental ou histológica das minhocas podem indicar o nível de contaminação do solo.

### Indicadores microbianos e poluentes químicos

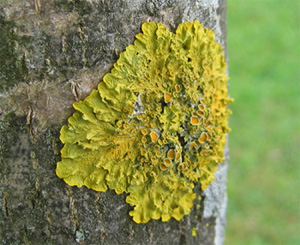
Líquens são eficientes bioindicadores da qualidade do ar

Microrganismos podem ser usados como indicadores da qualidade de ambientes aquáticos ou terrestres. Encontrados em grandes quantidades, os microrganismos são mais facilmente amostrados do que outros organismos, sendo que alguns produzirão novas proteínas (chamadas proteínas de estresse) quando estes microrganismos são expostos a 
contaminantes, como o cádmio e o benzeno. Estas proteínas de estresse podem ser usadas em um sistema de alerta inicial para detectar baixos níveis de poluição.

### Macroinvertebrados
Os invertebrados aquáticos têm sido amplamente utilizados para avaliar a saúde do ecossistema e qualidade da água. Eles apresentam ciclo de vida longo, são organismos geralmente grandes, de fácil captura e são muito sensíveis a alterações químicas no ambiente.
Atividades antrópicas como a mineração, canalização e construção de represas e barragens têm causado eutrofização, prejudicando a qualidade da água ao redor do mundo. Graças ao avanço das indústrias e hábitos humanos, a água tem sido cada vez menos disponibilizada de forma adequada para o consumo. Alguns moluscos, larvas de insetos, insetos adultos, e vermes aquáticos são ideais para indicar se a água pode ser consumida sem problemas.

### Programas de Biomonitoramento

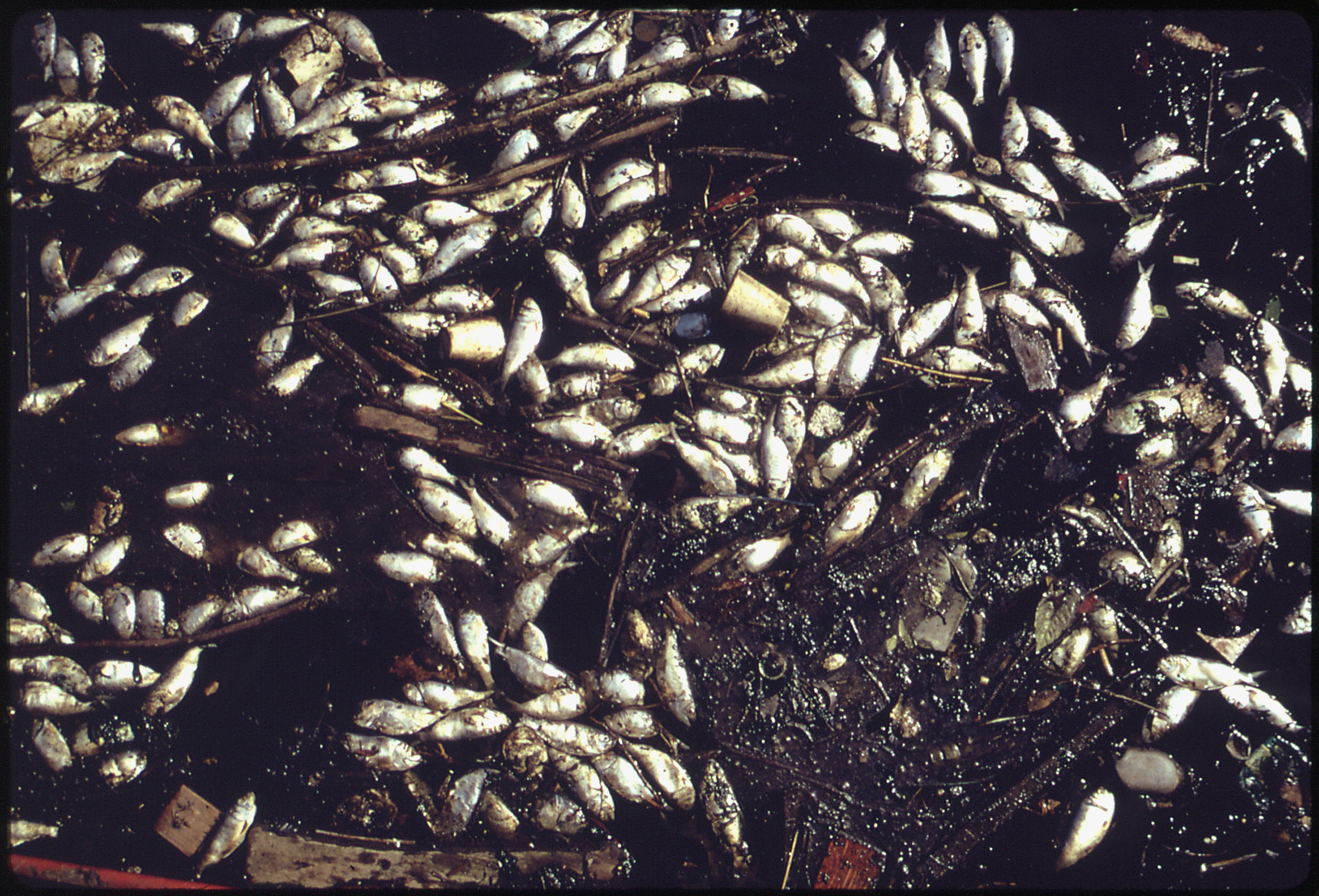
Nem sempre, os danos ambientais são tão evidentes como nos acidentes com petróleo: na mortandade de peixes, por exemplo, requer-se descartar a presença de cianotoxinas ou poluentes naturais para caracterizar a agressão humana direta

Biomonitoramento ambiental pode ser definido como um meio sistemático no qual os bioindicadores são utilizados analisando as respostas biológicas e avaliando as mudanças ambientais com o objetivo de utilizar as informações para algum programa de controle de qualidade do ambiente.
Essas mudanças são, normalmente, associadas a modificações causadas por fontes antropogênicas. Se o organismo, que é, normalmente, adaptado às condições normais previstas para o ambiente estudado morrer, significa interferência forte. Caso haja uma substituição das espécies padrões do local, também significa uma mudança química.        

## Monitoramento de esterilização

### Classificação
Os indicadores biológicos podem ser classificados de acordo com suas características em:
Indicadores biológicos de 1ª geração: Tiras de papel impregnadas com esporos, acondicionadas em envelope de papel de seda ou ampola, com leitura definitiva após 7 dias.
Indicadores biológicos de 2ª geração: Indicadores auto-contidos, no qual a tira impregnada de esporos é acondicionada em uma ampola separada do meio de cultura, onde após a esterilização a ampola é quebrada e entra em contato com o meio de cultura para incubação por 48 horas. A leitura é feita por mudança de cor decorrente do pH do meio.
Indicadores biológicos de 3ª geração: Apresenta as mesmas características dos indicadores biológicos de 2ªgeração, no entanto, o crescimento de esporos é detectado pela leitura através de fluorescência após 1 a 3 horas de incubação, por meio da interação entre a enzima alfa-D-glucosidase, que se associa ao esporo.